# Antoine Guillemot

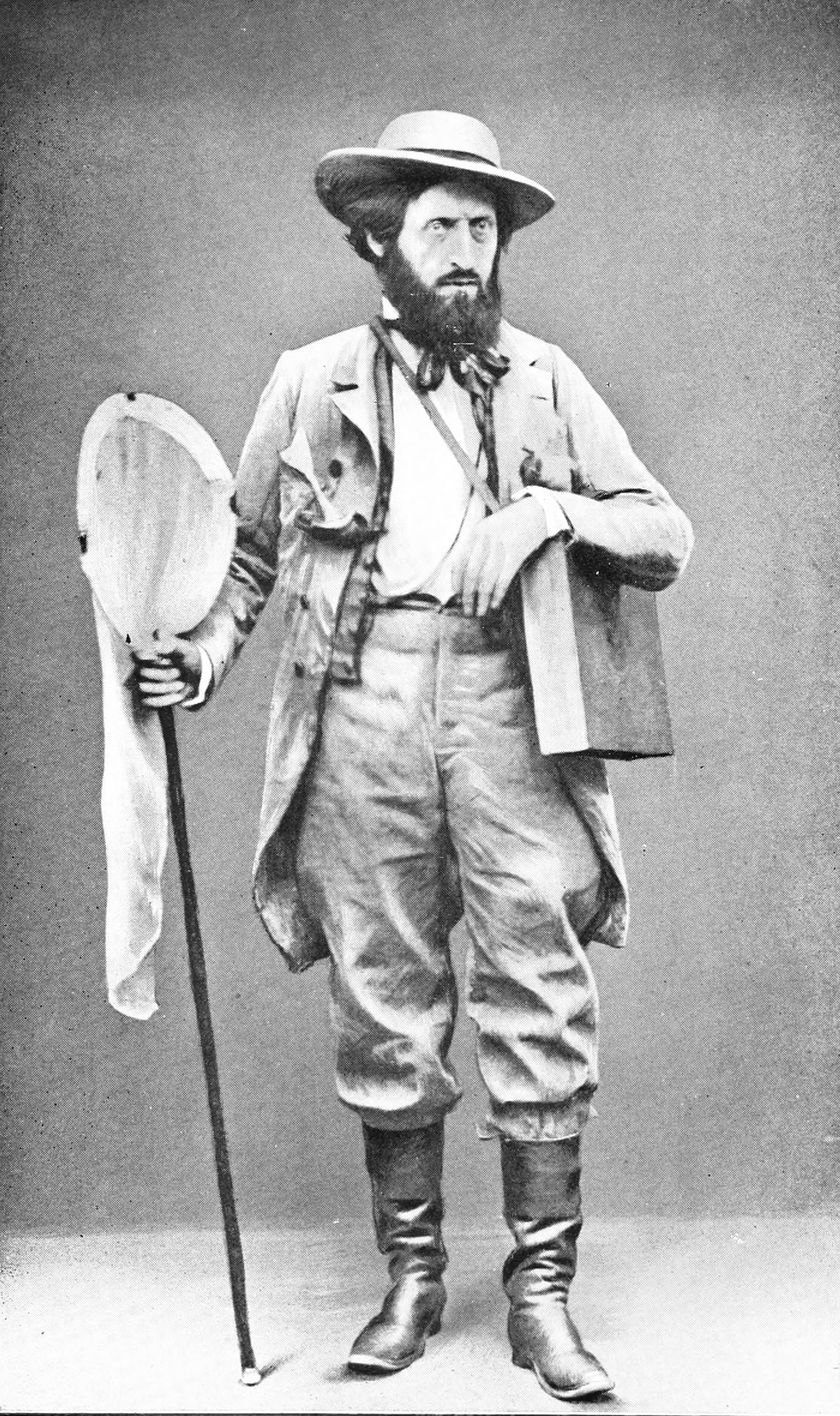
Antoine Guillemot

Antoine Barthélemy Jean Guillemot (* 11. November 1822 in Thiers (Puy-de-Dôme); † 25. August 1902 ebenda) war ein französischer Schmetterlingssammler und Heimatforscher.
Guillemots Schmetterlingssammlung kam in die von Charles Oberthür, der ihn in seinem Buch Etude de l’épidoptérologie comparée von 1913 (S. 199) als seinen Freund und Korrespondenten bezeichnet. Er veröffentlichte einen Katalog über Schmetterlinge aus dem Gebiet des Zentralmassivs (Puy de Dôme).
Er war auch Lokalhistoriker (unter anderem zur Messerschmiedekunst in Thiers) und betätigte sich als Photograph. 1862 veröffentlichte er die Erzählung Le diable et le trésor: nouvelle thiernoise.

## Schriften
- Catalogue des lépidoptères du Département du Puy-de-Dôme, Clermont-Ferrand: Impr. de Thibaud-Landriot 1854
- Le diable et le trésor: nouvelle thiernoise, Clermont-Ferrand 1862
- Nouveaux documents relatifs à l’industrie thiernoise. Réformation des statuts de la coutellerie en 1614 et 1615, 1878

| Personendaten    | Personendaten                                           |
| ---------------- | ------------------------------------------------------- |
| NAME             | Guillemot, Antoine                                      |
| ALTERNATIVNAMEN  | Guillemot, Antoine Barthélemy Jean (vollständiger Name) |
| KURZBESCHREIBUNG | französischer Schmetterlingssammler und Heimatforscher  |
| GEBURTSDATUM     | 11. November 1822                                       |
| GEBURTSORT       | Thiers (Puy-de-Dôme)                                    |
| STERBEDATUM      | 25. August 1902                                         |
| STERBEORT        | Thiers (Puy-de-Dôme)                                    |